# Keine Angst vorm Leben
Keine Angst vorm Leben ist ein deutscher Fernsehfilm der Frühling-Filmreihe von Thomas Jauch, der am 9. Februar 2020 erstmals im ZDF ausgestrahlt wurde.
Der Film erzählt die Geschichte der Dorfhelferin Katja Baumann, gespielt von Simone Thomalla, die Familien in Notsituationen zur Seite steht und gleichzeitig versucht Frühling in die Herzen der Menschen zu tragen. Es ist der 27. Film einer Reihe, in deren Mittelpunkt die Menschen des Ortes mit Namen Frühling stehen.
Christoph M. Ohrt und Kristo Ferkic sind als Vater-Sohn-Gespann Jan und Adrian Steinmann besetzt; Johannes Herrschmann ist in der wiederkehrenden Rolle als Pfarrer Sonnleitner und Caroline Ebner als Ärztin Dr. Schneiderhahn sowie Julia Beautx als Lilly Engel zu sehen. Die Haupt-Gaststars dieser Folge sind Fred Stillkrauth, Julia Dietze, Kathrin Anna Stahl, Gabriele Dossi, Sidonie von Krosigk, Lore Stefanek, Oliver Bürgin und Jonathan Müller.

## Handlung
Jan Steinmann eröffnet seiner Untermieterin, Katja Baumann, auf Pilgertour gehen zu wollen. Sie ist empört, weil er wieder einmal, wie so oft, nur an sich denken würde und nicht nur seinen Sohn in seinem Liebeskummer, sondern auch seine Angestellte Leslie mit dem Restaurant allein lassen würde. Jan nimmt es grollend zu Kenntnis, macht sich aber trotzdem auf den Weg. Er trifft sich mit weiteren Pilgern, von denen jeder einen anderen Grund für seine Wallfahrt hat, die im Gegensatz zu Jan aber besser trainiert sind. Zeitweise verliert er den Anschluss zur Gruppe und gesellt sich zu Liane, die im siebten Monat schwanger ist und auch öfter kleine Pausen macht. 
Dorfhelferin Katja Baumann kümmert sich derweil um Bauer Alois Untermeyer und seinen kleinen Bauernhof. Der Bauer würde gern noch einmal jemanden kennenlernen, um im Alter nicht allein zu sein. So hat Katja die Idee, ihn bei einem Datingportal anzumelden. Bauer Alois ist zwar skeptisch, stimmt aber zu. Schon bald ist er hellauf begeistert, was über das Internet so alles möglich ist. 
Nachdem Katja von Jan angerufen wird, weil er sich Sorgen um die schwangere Liane macht, fährt sie, seinem Wunsch entsprechend, zur nächsten Pilgerstation, um ihn dort zu treffen. Doch weder Jan noch Liane sind dort zu finden, so geht sie den beiden, die den Anschluss zur Gruppe verloren haben, entgegen. Sie trifft sie an einer Hütte und auf ihr Drängen erfährt sie den Grund für Lianes Motivation für die Bergtour: Ihr ungeborenes Baby ist nicht gesund und sie will sich darüber im Klaren werden, ob sie abtreiben soll oder nicht. Katja versucht ihr Trost zu spenden, was Liane sichtlich gut tut. So bittet sie die Dorfhelferin darum, die nächsten Tage bei ihr zu bleiben. Liane kommt sodann zu dem Schluss, ihr Kind auszutragen, auch wenn es vermutlich gleich nach der Geburt sterben wird. Katja wiederum redet Jan ins Gewissen, die Tour aufgrund seiner schlechten Kondition besser abzubrechen. Dabei erfährt sie den Grund für seine Reise, denn er ist sehr krank, was er bisher niemandem gesagt hat. Der Pilgerweg sollte ihm Klarheit darüber verschaffen, wie er mit der schwierigen Situation, in der er sich befindet, umgehen wird. Katjas Worte haben ihm zu denken gegeben und so bricht er die Tour ab und fährt mit ihr zurück nach Hause. 
Alois Untermeyers erstes Date mit einer Internetbekanntschaft ist nicht glücklich gelaufen, denn die Frau hatte nur materielle Interessen. Dafür ist ihm in Frühling zufällig eine alte Schulfreundin begegnet, die auch allein ist. Ohne lange zu überlegen, tun die zwei sich zusammen.

## Produktionsnotizen
Die Episode wurde vom ZDF in Zusammenarbeit mit „Seven Dogs Filmproduktion“ und UFA Fiction produziert und im Rahmen der ZDF-„Herzkino“-Reihe und als 27. Folge der Frühling-Filmreihe ausgestrahlt. Die Dreharbeiten erfolgten vom 13. August bis zum 11. Oktober 2019 unter dem Arbeitstitel Vor’m Leben braucht’s koa Angst. in der Gemeinde Hausham. Einer der Hauptdrehorte ist das „Cafe Huber“ in Bayrischzell, ein weiterer die Kurklinik in Thiersee sowie der See selbst.

## Rezeption

### Einschaltquote
Bei der Erstausstrahlung am 9. Februar 2020 wurde Keine Angst vorm Leben in Deutschland von 5,94 Millionen Zuschauern gesehen, was einem Marktanteil von 16,4 Prozent entsprach.

### Kritik
Rainer Tittelbach von tittelbach.tv befand: „In ‚Keine Angst vorm Leben‘ geht es um Liebe und Lügen, um große Gefühle und um Grundsätzliches. Nicht umsonst heißt Jans Restaurant im Film Carpe Diem. Die ‚Frühling‘-Reihe gab dem Zuschauer ja immer schon Anleitungen für den richtigen Lebensweg und eine vorbildliche Moral. Der Botschaftstransfer mag – wie bei Katja Baumann – übergriffig sein, trivial erscheinen und mögen die Filme in ihrer ästhetischen Anmutung haarscharf am Kitsch vorbeischrammen – für die Zielgruppe bietet die Reihe fiktionale  Lebenshilfe.“
Oliver Armknecht von film-rezensionen.de mäkelte: „Die nie um existenzielle Situationen verlegene Reihe greift in ‚Keine Angst vorm Leben‘ die schweren Brocken Tod und Krankheit auf. Viel Tiefgang gibt es aber nicht. Stattdessen wird dem Publikum die übliche Mischung aus idyllischen Bildern und konstruierter Berieselungstragik geboten.“ Somit „kann man sich auch zurücklehnen und die Bilder genießen. Das kleine Dorf Frühling hat bei all dem Mist, der dort geschieht, immer etwas fürs Auge zu bieten. Für den Pilgerweg gilt das ebenfalls. Fans der Reihe, die diese Kombination aus Idylle und Unglück mitgetragen haben, werden das […] auch tun. Wer bislang mit den ZDF-Filmen wenig anfangen konnte, findet hier keinen Grund, warum sich das ändern sollte. Es gab zwar schon schlechtere Teile innerhalb der Reihe. Das bedeutet aber nicht, dass das hier tatsächlich gut und sehenswert wäre. Obwohl sich das Drama mit existenziellen Themen beschäftigt, hat es zu diesen nichts beizutragen.“
Die Kritiker der Fernsehzeitschrift TV Spielfilm kamen zu dem Ergebnis: „Wohin die Reise geht, ist in der Folge der Herzkino-Reihe lange nicht klar. Nach anfänglichen Schmunzelszenen ballen sich irgendwann gleich mehrere tragische Enthüllungen. Weniger Baustellen und mehr roter Faden hätten Dramaturgie und Dramatik gutgetan.“ Fazit: „Holprig inszeniertes Schicksals-Stückwerk.“

## Verweise
- Keine Angst vorm Leben bei IMDb
- Keine Angst vorm Leben bei Fernsehserien.de
- Keine Angst vorm Leben  bei crew united
- Keine Angst vorm Leben zdf.de